# Sweet (glazbeni sastav)
Sweet je engleski rock sastav. Osnovan je 1968. godine. Svjetsku je slavu dosegao 1970-ih kao prominentni glam rock sastav.

## Povijest
Korijeni Sweeta sežu do britanskog soul sastava Wainwright's Gentlemen. U povijesti tog sastava koju je opisao Mark Lay piše da su osnovani 1962. i da su prvo bili znani pod imenom Unit 4. Utemeljitelji su bili Chris Wright (vokal), Jan Frewer (basist) i gitaristi Jim Searle i Alfred Fripp. Na bubnjevima im se pridružio Phil Kenton u vrijeme kad je sastav promijenio ime u Wainwright's Gentlemen. Ime su promijenili jer je već bio postojao jedan sastav imena Unit 4. Svirali su lokalno, po području Hayesa, Harrowa i Wembleya. Do 1964. također su svirali u Londonu, uključujući i klub Saint Germain u ulici Poland. Frewerov otac upravljao je poslovima sastava.
Siječnja 1964. otišli su na nacionalno natjecanje beat sastava "Mecca Dancing and Walls' Ice Cream". Pobijedili su u svom kraju, pobijedivši natjecatelje kao što su The Detours ( vokal Roger Daltrey). Došli su do nacionalnog finala koji je bio u Lyceum, Strand 4. svibnja 1964. godine. Sažetak te emisije kojoj je sudac bio Jimmy Savile prikazane su na BBC1, a domaćin emisije bio je Alan Freeman. Završili su na 5. mjestu. Chris Wright napustio je sastav kasne 1964. godine. Zamijenio ga je Ian Gillan. Vokalistica Ann Cully poslije se pridružila sastavu. Mick Tucker iz Ruislipa pridružio se na bubnjevima, zamijenivši Phila Kentona. Snimili su nekoliko pjesama među ostalim obradu hita The Coastersa/The Holliesa "Ain't That Just Like Me", koji su vjerojatno snimili u studiju Jackson u Rickmansworthu. Ta je pjesma poslije izašla veljače 2011. na kompilacijskom CD-u "Rare Mod, Volume 3" pod Acid Jazzovom etiketom (AJXCD 238). U skladbi pojavljuju se Gillan kao vokal, Tucker na bubnjevima. Prema basistu Janu Freweru, misle da je to snimljeno 1965. godine. Gillan je otišao svibnja 1965. radi pridruženja Episode Sixu i poslije Deep Purpleu. Cully je ostao vokal a poslije je i on otišao. Gillanova i Cullyjeva zamjena je kasne 1966. bio vokalist Brian Connolly iz Harefielda. Tony Hall pridružio se na saksofonu i kao vokal. Kad je Fripp otišao, nadomjestio ga je Gordon Fairminer. Fairminerovo mjesto poslije je preuzeo Frank Torpey (rođen 30. travnja 1947., Kilburn, Sjeverozapadni London)- Tuckerov školski kolega koji je upravo napustio grupu iz zapadnog Londona The Tribe (znanu i iako The Dream). Torpey je ostao nekoliko mjeseci i kasne 1967. njegovo je mjesto prezeo Robin Box. Searle kojeg su mnogi smatrali iznimno glazbeno nadarenim nestao je s pozornice. Tucker i Connolly ostali su u Wainwright's Gentlemenima sve do kraja 1967. godine. Tuckera je u Wainwright's Gentlemenima zamijenio Roger Hills. Kad su se Gentlemeni raspali, Hills i Box pridružili su se White Plainsima i postigli veliki uspjeh s pjesmom "My Baby Loves Lovin'".
Pravi Sweet osnovan je 1968. godine. Bilo je to siječnja 1968. Connolly i Tucker osnovali su novi sastav koji su nazvali The Sweetshop. Doveli su basista i vodećeg vokala Stevea Priesta iz lokalnog sastava The Army, a koji je prije toga svirao u još jednom lokalnom sastavu, The Countdowns. Franka Torpeya opet su doveli na mjesto gitarista. Kvartet je javni debi imao u Pavilionu u Hemel Hempsteadu ožujka 1968. i stvorio svoje sljedbenike. Sve to pridonijelo je da je s njima ugovor potpisala Fontana Records. U to je vrijeme još jedan britanski sastav istog imena (Sweetshop) izdao je singl, pa su zato The Sweetshop promijenili ime u The Sweet. Poslove im je vodio Paul Nicholas, poslije zvijezda u Kosi, slavnom mjuziklu. Nicholas je radio s producentom Philom Wainmanom u Mellin Music Publishingu te je njemu preporučio ovaj sastav. Debitantski singl "Slow Motion" (srpnja 1968.) producirao je Wainman i objavila Fontana. Nisu uspjeli doći na top-ljestvice. Budući da je ovo rijetko izdanje, danas se prodaje za nekoliko stotina funta na dražbama. Sweet su oslobođeni ugovora i Frank Torpey je otišao. U autobiografskom djelu Are You Ready Steve Priest je zapisao da im je pristupio Gordon Fairminer koji je želio svirati s njima, kad je Torpey odlučio napustiti sastav srpnja 1969. godine, ali odbio je posao, jer se htio usredotočiti na druge stvari. 
Najplodonosnija postava koja je uslijedila bila je s vodećim vokalom Brianom Connolyjem, basistom Steveom Priestom, na električnoj gitari Andy Scott te bubnjar Mick Tucker.
Prva uspješnica bila je "Funny Funny" 1971. koju su ostvarili nakon što su se udružili s tekstopiscem Nickyjem Chinnom i Mikeom Chapmanom te producentom Philom Wainmanom. Tijekom 1971. i 1972. glazbeni stil Sweeta slijedio je progresiju od pjesama bubblegum popa "Funny Funny" koje su bile u stilu Archiesa sve do hard rocka pod utjecajem Whoa uz veliku uporabu visokih pozadinskih vokala.
Na britanskim su ljestvicama postigli znatne uspjehe. Trinaest je pjesama ušlo u ljestvice najboljih 20 samo u 1970-ima. "Block Buster!" je 1973. došao na vrh ljestvice, zatim tri uzastopna hita koja su došla do drugog mjesta, "Hell Raiser" (1973.), "The Ballroom Blitz" (1973.) i "Teenage Rampage" (1974.). Potom su se okrenuli ka hard rocku, što se vidi u singlovima polovicom njihove karijere poput hita iz 1974. "Turn It Down". Prvi singl koji su sami napisali i producirali bio je "Fox on the Run" iz 1975. koji je došao do drugog mjesta britanskih top-ljestvica. U Europi izvan Ujedinjenog Kraljevstva osvajali su vrhove top-ljestvica, kao u SR Njemačkoj i drugdje.
Posljednji hit u koji ih je odveo u prvih 10 bila je pjesma iz 1978. "Love Is Like Oxygen". Connolly je napustio sastav 1979. i pošao u samostalni rad. Ostatak je nastavio svirati u Sweetu sve do raspada 1981. godine.

## Članovi

### Sweet

#### Članovi
| klasična postava - Mick Tucker - bubnjevi, udaraljke, vokal (1968. – 1981., 1985. – 1991.) - Steve Priest - basist, vodeći i pozadinski vokal (1968. – 1981.) - Brian Connolly - vodeći vokal (1968. – 1978.) - Andy Scott - gitara, klavijature, sintesajzer, vodeći i pozadinski vokal (1970. – 198., 1985. – 1991.) | ostali članovi - Frank Torpey - gitara (1968. – 1969.) - Mick Stewart - gitara (1969. – 1970.) - Mal McNulty - basist, vodeći i pozadinski vokal (1985. – 1991.) - Paul Mario Day - lead vocals (1985. – 1989.) - Phil Lanzon - klavijature, sintesajzer, vokal (1985. – 1986.) - Malcolm Pearson - klavijature, sintesajzer, (1988. – 1989.) - Jeff Brown - basist, vokal (1989–1991) - Ian Gibbons - klavijature, sintesajzer, vokal (1989.) - Steve Mann - klavijature, sintesajzer, vokal (1989. – 1991.) glazbenici na turnejama - Gary Moberley - klavijature, sintesajzer, vokal (1978. – 1982.) - Nico Ramsden - gitara (1978.) - Ray McRiner - gitara (1979.) - Paul Manzi - gitara - klavijature (2014.) |

## Diskografija
Objavili su 9 studijskih albuma, 3 albuma uživo, 14 kompilacijskih albuma i 34 singla.

### Studijski albumi
- Funny How Sweet Co-Co Can Be (1971)
- Sweet Fanny Adams (1974.)
- Desolation Boulevard (1974.)
- Give Us a Wink (1976.)
- Off the Record (1977.)
- Level Headed (1978.)
- Cut Above the Rest (1979.)
- Waters Edge (naslova Sweet VI i drugom naslovnicom u SAD) (1980.)
- Identity Crisis (1982.)

## Vanjske poveznice
- Službene stranice
- http://www.thesweet.com/hsh Obožavateljske stranice]
- Sweetova diskografija na Discogsu
- Sweet na AllMusicu